# Wilhelm Rollmann
Pour les articles homonymes, voir Rollmann.
Cet article possède un paronyme, voir Rollman.
Wilhelm Rollmann né le 5 août 1907 à Cobourg et mort le 5 novembre 1943 dans l'Atlantique sud, au sud-ouest de l'Île de l'Ascension, est un commandant de sous-marins U-Boot pendant la Seconde Guerre mondiale. Il est considéré comme un héros de la marine allemande par ses pairs.
Il a été commandant de l'U-34 et de l'U-848. Sur huit patrouilles en mer du Nord, l'U-34 coula vingt-trois navires identifiés, pour un tonnage de 98 927 tonnes (y compris le destroyer HMS Whirlwind (en) britannique de 1 100 tonnes, le sous-marin britannique HMS Spearfish et le navire mouilleur de mines norvégien Fröya de 595 tonnes). Au total, il a rapporté 5 710 tonnes de matériel et de navires comme prises de guerre.

## Biographie
Wilhelm Rollmann s’engage en 1926 dans la marine, et après sa formation élémentaire d'infanterie à Stralsund, il suit une formation de matelot sur le voilier école Niobe et à bord du croiseur Emden. Après un tour du monde, passant par l'Afrique, par l'Asie orientale, Kokos-Inseln, le Japon, par les États-Unis, par l'Amérique du Sud, par l'Amérique centrale, et par les Açores, il termine sa formation de marin.
En 1930, il suit une formation de sous-officier sur le navire de ligne Hesse. Après des cours de radio, il devient en 1931 Divisionsleutnant puis Funktechischer sur le croiseur Karlsruhe, officier-artilleur, dans la Flak (DCA) (Flak-Artillerie-Offizier).
En 1933, il prend le commandement du croiseur léger Karlsruhe, et ensuite celui du navire de ligne Schleswig-Holstein. Après une interruption dans sa carrière entre 1935-1936 comme attaché-militaire à l’ambassade de Londres, il suit des cours de perfectionnement pour prendre le commandement de l’U-34.
En 1938, il est commandant sur l'Unterseeboot type VIIA U-34 et devient rapidement un combattant à succès, expérimenté, coulant de nombreux navires civils et militaires.
Il prendra, à Brême, le commandement de l’U-848, sous-marin de Unterseeboot type IXCd 2, et disparaît avec tout son équipage le 5 novembre 1943 dans l'Atlantique Sud, sous les feux d'avions américains.

## Grades
- 12 octobre 1926 : Seekadett
- 1er avril 1928 : Fähnrich
- En mai 1930 : Oberfähnrich
- 1er octobre 1930 Oberleutnant supérieur : (Oberleutnant zur See)
- 1er octobre 1932 Oberleutnant supérieur : (Oberleutnant zur See)
- 1er avril 1936 Kapitänleutnant]
- 1er décembre 1940 capitaine de corvette : (Korvettenkapitän)
- 1er novembre 1943 capitaine de frégate : (Fregattenkapitän)

## Carrière militaire
- 1er avril 1926 : Entrée dans la marine (Reichsmarine): 26e équipage
- 1er avril 1926 - 11 juillet 1926 : Infanterieausbildung : Formation dans l'infanterie – 5e compagnie/département II. division navale de la Mer Baltique, Stralsund.
- 12 juillet 1926 - 17 octobre 1926 : Formation sur le navire école à voile Niobe.
- 18 octobre 1926 - 24 mars 1928 : Formation sur le croiseur Emden.
- 25 mars 1928 - 22 mars 1929 : Formation pour les aspirants (Fähnriche) à l'école navale Mürwik de la ville Flensburg; puis du 9 juillet 1928 au 13 juillet 1928 navigation sur le Tender en mer du nord ; puis du 8 octobre 1928 au 13 octobre 1928 navigation sur le navire Meteor.
- 23 mars 1929 - 11 mai 1929 : Formation pour les aspirants (Fähnriche) à l'école navale Mürwik de la ville Flensburg.
- 12 mai 1929 - 8 juin 1929 : Cours de contrôle pour des aspirants (Fähnriche) à l'école Wik de Kiel.
- 9 juin 1929 - 4 août 1929 : Formation sur l’armement naval pour des aspirants (Fähnriche) à l'école navale Mürwik de la ville Flensburg
- 5 août 1929 - 26 octobre 1929 : Formation d'infanterie pour des aspirants (Fähnriche) – 2e division - Mer Baltique, Stralsund.

- 27 octobre 1929 - 2 février 1930 : Formation d'infanterie pour des aspirants (Fähnriche) à l'école d'artillerie navale de Wik près de Kiel.
- 3 février 1930 - 22 septembre 1930 : Formation sur le navire de ligne Hesse.
- 23 septembre 1930 - 5 janvier 1931 : Capitaine dans la 1re division navale de la Mer Baltique.
- 6 janvier 1931 - 28 mars 1931 : Officier-instructeur technique à l'école navale Mürwik de la ville Flensburg.
- 29 mars 1931 - 29 septembre 1931 : Divisionsleutnant de division puis officier-technicien sur le croiseur Karlsruhe.
- 30 septembre 1931 - 31 mars 1933 : Agent au département de l’artillerie navale ; Flaklehrgang à l'école d'artillerie de Wilhelmshaven (8 octobre 1931 - 11 décembre 1931), puis officier-instructeur à la Kommandantur de Kiel (25 janvier 1933 - 4 mars 1933).
- 1er avril 1933 - 25 juillet 1933 : Lieutenant de division sur le croiseur KMS Karlsruhe.
- 26 juillet 1933 - 16 août 1933 : Fla-Waffenlehrgang à l'école d'artillerie de Wilhelmshaven.
- 17 août 1933 - 8 juillet 1934 Officier artilleur sur le croiseur KMS Karlsruhe.
- 9 juillet 1934 - 23 avril 1935 : Capitaine (Hauptmann) du groupe Fähnriche à l'école navale Mürwik de la ville Flensburg ; puis du 17 octobre 1934 au 23 octobre 1934 en formation pour la navigation sur le Tender en Mer du Nord ; puis du 31 janvier 1935 au 6 février 1935 navigation en mer du nord sur le Tender ; puis du 18 mars 1935 au 29 mars 1935 : officier radio sur le croiseur KMS Leipzig.
- 24 avril 1935 - 12 mai 1935 : Überplanmässig à l'Unterichtung sur le navire de ligne Schleswig-Holstein.
- 13 mai 1935 - 19 mai 1935 : Officier sur le navire école SMS Grille.
- 20 mai 1935 - 24 novembre 1935 : Officier radio sur le navire école SMS Grille.
- 25 novembre 1935 - 12 février 1936 : Spécialiste auxiliaire maritime à l’attaché de Londres.
- 13 février 1936 - 18 mai 1937 : Technicien de surveillance et officier d'artillerie sur le navire école SMS Grille.
- 19 mai 1937 - 31 janvier 1938 : Commandant sur l'U-Bootsschule ; puis du 5 septembre 1937 au 27 septembre 1937 chef des U-Boots et agent technique radio sur l'U-Tender Weichsel ; puis du 5 octobre 1937 au 18 décembre 1937 officier-instructeur torpilleur à l’école navale Mürwik de la ville Flensburg.
- 1er février 1938 - 25 octobre 1938 : Responsable des U-Boots Hundius ; puis du 22 avril 1938 au 5 mai 1938 participation (überplanmässig) à des formations pratiques en tant que responsable des U-Boots sur le Tender-Sarre et du navire école SMS Grille; puis du 4 juin 1938 au 8 juin 1938 navigation d’une semaine dans la Mer du Nord sur le Stationssegeljacht Orion ; puis du 10 juillet 1938 au 16 juillet 1938 officier de l’armement de la flottille Saltzwedel ; puis du 19 août 1938 au 21 août 1938 navigation avec le Dienstsegeljacht Helgoland.
- 26 octobre 1938 - 28 septembre 1940 : Commandant de l'U-34 (type VII A).
- 29 septembre 1940 - 1er octobre 1940 : Responsable de la flottille des U-Boots de Wilhelmshaven.
- 2 octobre 1940 - 11 janvier 1943 : Officier-instructeur de l’U-Lehrdivision dans le port de Gotenhafen.
- 12 janvier 1943 - 25 janvier 1943 : Formation sur le bâtiment U-848 à Brême.
- 26 janvier 1943 - 26 janvier 1943 : Transfert de l'U 847 (type IX Cd 2) de Brême à Kiel.
- 27 janvier 1943 - 19 février 1943 : Étude technique de construction de l’U-848 à Brême.
- 20 février 1943 - 5 novembre 1943 : Commandant de l’U-848 (type IX Cd 2).
- † 5 novembre 1943 : L’U-848 est coulé dans l'Atlantique sud, au sud-ouest de l'Île de l'Ascension par l'attaque des Liberators B-4, B-8 et B-12 de l'US Navy squadron VB-107, ainsi que deux Mitchells du 1er squadron de l'US Army. Aucun survivant (63 morts).

## Distinctions
- 2 octobre 1936 : Distinction du service classe IV (Médaille de service de longue durée de la Wehrmacht)
- 1er avril 1938 : Distinction du service classe III (Médaille de service de longue durée de la Wehrmacht)
- 1er octobre 1938 : Médaille du souvenir (Medaille zur Erinnerung)
- 26 septembre 1939 : Croix de fer - classe II (Eisernes Kreuz)
- 12 novembre 1939 : U-Bootskriegsabzeichen
- 7 février 1940 : Croix de fer - classe I (Eisernes Kreuz)
- 29 juillet 1940 : Citation des forces armées (dans le Wehrmachtbericht)
- 31 juillet 1940 : Croix de chevalier de la Croix de fer (19 Marine/6 U-Boots) (Ritterkreuz des Eisernes Kreuz)
- 2 août 1940 : Citation des forces armées (dans le Wehrmachtbericht)

## Sources
- (de) Cet article est partiellement ou en totalité issu de l’article de Wikipédia en allemand intitulé « Wilhelm Rollmann » (voir la liste des auteurs).